# Адам Драйвър
Адам Драйвър (на английски: Adam Driver) е американски актьор. Известен е с участието си в широка гама от филми – от комерсиални хитове като „Междузвездни войни: Епизод VII - Силата се пробужда“ до фестивални арт филми.  През 2010 г. прави дебюта си като актьор на Бродуей, а през 2011 г. участва в първия си филм – „Джей Едгар“. Впоследствие взима участие с поддържащи роли във филмите „Франсис Ха“ (2012), „Истинският Люин Дейвис“ (2013) и „Линкълн“ (2012). Известен е и с ролята си на Адам Саклър в сериала на HBO „Момичета“. Драйвър става световноизвестен с ролята си на Кайло Рен във филма „Междузвездни войни: Епизод VII - Силата се пробужда“ (2015).

## Биография
Драйвър се присъединява към морската пехота на САЩ малко след атаките от 11 септември 2001 година. Служи 2 години и 8 месеца, преди да счупи гръдната си кост по време на планинско колоездене. Поради травмата си е пенсиониран малко преди ротата му да замине за войната в Ирак. След напускането на морската пехота, Драйвър учи една година в Университета в Индианаполис, след което се прехвърля в Джулиард, където учи драма. За това време споделя, че е бил приеман като заплашителна и смущава личност от състудентите си и че е изпитвал сериозни трудности да свикне с начин на живот различен от този на военен. В университета среща и бъдещата си съпруга – Джоан Тъкър.

## Филмография
| Година | Филм                                                  | Роля            | Режисьор          |
| ------ | ----------------------------------------------------- | --------------- | ----------------- |
| 2011   | Джей Едгар                                            | Уолтър Уайл     | Клинт Истууд      |
| 2012   | Gayby                                                 | Ниъл            | Джонатан Лисецки  |
| 2012   | Not Waving But Drowning                               | Адам            | Девин Уейт        |
| 2012   | Франсис Ха                                            | Лев Шапиро      | Ноа Баумбах       |
| 2012   | Линкълн                                               | Самюел Бекуит   | Стивън Спилбърг   |
| 2013   | Bluebird                                              | Уолтър          | Ланс Едмандс      |
| 2013   | Истинският Люин Дейвис                                | Ал Коуди        | Братя Коен        |
| 2013   | Отпечатъци                                            | Рик Смолан      | Джон Кюран        |
| 2013   | Само приятели                                         | Алан            | Майкъл Доус       |
| 2014   | Гладни сърца                                          | Джъд            | Саверио Костанцо  |
| 2014   | Шантава седмица                                       | Филип Алтман    | Шон Леви          |
| 2014   | Докато сме млади                                      | Джейми Маси     | Ноа Баумбах       |
| 2015   | Междузвездни войни: Епизод VII - Силата се пробужда   | Кайло Рен       | Джей Джей Ейбрамс |
| 2016   | Среднощен чудак                                       | Пол Севиер      | Джеф Никълс       |
| 2016   | Патерсън                                              | Патерсън        | Джим Джармуш      |
| 2016   | Мълчание                                              | Франциско Гарпе | Мартин Скорсезе   |
| 2017   | Logan Lucky                                           | Клайд Логан     | Стивън Содърбърг  |
| 2017   | Междузвездни войни: Епизод VIII - Последните джедаи   | Кайло Рен       | Райън Джонсън     |
| 2018   | Черен в клана                                         | Филип Зимерман  | Спайк Лий         |
| 2018   | Човекът, който уби Дон Кихот                          | Тоби Гризони    | Тери Гилиъм       |
| 2019   | Мъртвите не умират                                    |                 |                   |
| 2019   | Семейна история                                       | Чарли Барбър    | Ноа Баумбах       |
| 2019   | Междузвездни войни: Епизод IX - Възходът на Скайуокър | Кайло Рен       | Джей Джей Ейбрамс |
| 2021   | Домът на Гучи                                         | Маурицио Гучи   | Ридли Скот        |
| 2021   | Последният дуел                                       | Jacques Le Gris | Ридли Скот        |
| 2023   | Ферари                                                | Енцо Ферари     | Майкъл Ман        |